# Ecolo
Ecolo (Écologistes Confédérés pour l'Organisation de Luttes Originales) är ett miljöparti i den fransktalande delen av Belgien. Det bildades 1980 och var det första av de gröna partierna som kom in i sitt lands parlament. 
Partiet har goda relationer med Groen! som är ett miljöparti i den flamländska delen av Belgien.